# Stranger (Hilary Duff)
Stranger è il terzo singolo estratto da Dignity, il terzo album in studio di Hilary Duff.
La première del video in Italia è avvenuta l'8 giugno a TRL.

## La canzone
Stranger è la canzone dell'album Dignity che ha necessitato l'aiuto di più produttori, infatti è stata prodotta e registrata da H.Duff, K.Dioguardi, V.Nobles, D. Haruin e J.Diaz.
Questo pezzo, che si pensava fosse incentrato sulla storia d'amore passata fra la Duff e Joel Madden dei Good Charlotte, racconta in realtà del difficile rapporto fra i genitori (attualmente separati) della cantante.

## Il video
Il video della canzone è stato girato tra il 10 e il 15 maggio 2007 a Los Angeles dalla regista Fatima Robinson ed è la continuazione del video precedente With Love.
Nel video, Hilary Duff interpreta il ruolo di una ragazza tradita continuamente dal suo fidanzato, al lavoro dove lo scopre con una ragazza bionda. A tratti cerca di fargli capire, cantando e ballando, i suoi errori: sono invitati ad esempio da un'amica, e, in casa di questa, il fidanzato si mostra molto interessato ad un'altra. Durante un ballo indiano, vestita e truccata adeguatamente, balla con disinvoltura e gli fa intendere di stare sbagliando (lui).
Poi lo incontra in un locale a luci soffuse psichedeliche e s'avvicina ad un altro ragazzo per fargli capire il proprio stato solitario. Ma il fidanzato manda un messaggio ad una giovane per un eventuale appuntamento e i due hanno una discussione, in cui il ragazzo nega le avances alle altre. Ripensando alla vicinanza tattile (il fidanzato toccava e baciava quelle ragazze) di lui, il video si conclude con Hilary che esce di casa con i bagagli, lasciandolo solo. Allora lui si sveglia agitato e confuso, ormai solo nella casa.

## Tracce

### CD singolo
1. "Stranger"
2. "Stranger" (Vada mix)

### Regno Unito

#### CD1
1. "Stranger"
2. "With Love"(remix)

#### CD2
1. "Stranger" (radio edit)
2. "Stranger" (video)

### Italia
1. "Stranger" (club mix)
2. "Stranger" (Wawa mix)
3. "With Love" (Bimbo Jones remix)

## Classifiche
| Classifica (2007)                  | Posizione massima |
| ---------------------------------- | ----------------- |
| Australia                          | 49                |
| Canada                             | 86                |
| Italia                             | 6                 |
| U.S. Billboard Hot 100             | 97                |
| U.S. Billboard Pop 100             | 83                |
| U.S. Billboard Hot Dance Club Play | 1                 |